# Catfights and Spotlights
Catfights and Spotlights – szósty album studyjny nagrany przez brytyjski girlsband Sugababes. Płyta ukazała się dnia 20 października 2008 w Wielkiej Brytanii. Główny singel promujący album, utwór "Girls" wydany został dnia 6 października 2008.

## Historia
Kiedy zespół skończył koncertować w ramach trasy koncertowej Change Tour w maju 2008 zapowiedział, że nie wróci do studia nagraniowego do września 2008 w celach nagrania kolejnego albumu studyjnego. Pomimo tego, dnia 15 czerwca 2008, Keisha Buchanan wyznała w wywiadzie, że grupa rozpoczęła prace nad nową płytą wraz z nowo poznanymi producentami.

## Styl muzyczny
Główny wokalista zespołu Orson, który współpracował z grupą podczas sesji nagraniowych, Jason Pebworth zapowiedział, iż nowy album Sugababes zawierać będzie więcej elementów muzyki funk. W jednym z wywiadów girlsband opisał płytę jako bardziej łagodną i dojrzalszą muzycznie, gdyż dziewczęta odnalazły to w głosach. Range dodała także, że dzieło będzie mroczniejsze niż poprzednie albumy grupy.

## Wydanie i recenzje
Sugababes rozpoczęły prace nad albumem dnia 17 czerwca 2008, a nieco ponad miesiąc później na imprezie Summer pops w Liverpoolu potwierdziły, że główny singel promujący dzieło został ukończony, opisując utwór jako „niesamowity”. Tytuł singla, „Girls” ujawniony został 11 sierpnia 2008 i ukazał się 6 października 2008.
Singel generalnie uzyskał pozytywne recenzje od krytyków muzycznych. Popjustice opisał piosenkę jako „dosłownie, całkowicie olśniewającą” oraz skomplementował inspiracje zespołu popularną w latach 2007 i 2008 muzyką soul, która według portalu nadal jest unikalna oraz oryginalna. Pozostałe utwory z albumu, „You On A Good Day”, „Every Heart Broken” i „Sunday Rain”, recenzent nazwał jako „pełne soulu, melodramatyczne, orkiestralne i intensywnie olśniewające”. Portal dodał również, że słowa piosenki „Every Heart Broken” są do tej pory najlepsze jakie kiedykolwiek stworzył zespół, a zaczerpnięte momenty muzyczne niczym z lat 60. nadal „brzmią nowocześnie i ekscytująco”.
Drugi singel promujący płytę, utwór „No Can Do” wydany został 22 grudnia 2008. W recenzji piosenki, portal opisał nagranie jako „bezzaprzeczalnie najlepsze z nowego albumu zespołu”.

## Lista utworów
Edycja standardowa
1. "Girls" (Allen Toussaint, Anna McDonald, Nicole Jenkinson, Keisha Buchanan) — 3:11
2. "You on a Good Day" (Klas Åhlund, K. Buchanan) — 3:26
3. "No Can Do" (Jason Pebworth, Jon Shave, George Astasio, Geeki) — 3:11
4. "Hanging on a Star" (J. Pebworth, J. Shave, G. Astasio, Geeki, K. Buchanan) — 3:22
5. "Side Chick" (K. Åhlund, Alex Purple, K. Buchanan) — 3:40
6. "Unbreakable Heart" (K. Åhlund, Max Martin) — 3:52
7. "Sunday Rain" (Steve Booker, Karen Poole, K. Buchanan, H. Range, A. Berrabah) — 4:01
8. "Every Heart Broken" (K. Åhlund) — 4:09
9. "Beware" (K. Åhlund, A. Berrabah) — 2:55
10. "Nothing's as Good as You" (J. Pebworth, J. Shave, G. Astasio, Geeki) — 3:03
11. "Sound of Goodbye" (S. Booker, K. Poole, K. Buchanan) — 4:23
12. "Can We Call a Truce" (K. Åhlund, A. Purple, Deanna, K. Buchanan) — 4:33

Utwory bonusowe
1. "About You Now" (Wersja akustyczna) (Cathy Dennis, Lukasz Gottwald) — 2:46
2. "She's Like a Star" (wraz z Taio Cruz) (Taio Cruz) — 2:43
3. "Girls" (wersja Klasa Åhlunda) — 3:12 (digital download dostępne za pomocą specjalnej sekcji CD-Extra)

## Sample
- „Girls” zawiera sampel z utworu „Here Come the Girls” stworzonego przez Allena Toussainta i nagranego przez Erniego K-Doe[15].
- „No Can Do” zawiera wstawkę z utworu „Yes It's You” nagranego przez Sweet Charles Sherrell, a wyprodukowanego przez legendę soulu, Jamesa Browna.

## Daty wydania
| Region                 | Data                 | Wytwórnia                        |
| ---------------------- | -------------------- | -------------------------------- |
| Irlandia Holandia      | 17 października 2008 | Island Records (Universal Music) |
| Wielka Brytania Polska | 20 października 2008 | Island Records (Universal Music) |
| Australia              | 22 listopada 2008    | Island Records (Universal Music) |
| Niemcy                 | 2 stycznia 2009      | Island Records (Universal Music) |

## Pozycje na listach
| Lista sprzedaży (2008) | Sprzedaż                           | Najwyższa pozycja | Certyfikat |
| ---------------------- | ---------------------------------- | ----------------- | ---------- |
| Irlandia Albums Chart  | IRMA                               | 18                |            |
| UK Albums Chart        | BPI/The Official UK Charts Company | 8                 | Złoto      |